# Chico Trujillo
Chico Trujillo és un grup de «nova cúmbia xilena» que fusiona cúmbia, ska, reggae i rock, entre altres estils.
La banda es va formar l'any 1999 a la localitat xilena de Villa Alemana després d'una gira europea que va fer el cantant Aldo Asenjo «Macha» amb el seu grup La Floripondio. Les primeres cançons de Chico Trujillo van néixer d'unes jam-sessions d'Asenjo i dels seus amics Antonio Orellana i Alberto «Flaco» Varas i, a poc a poc, el seu so va atraure nous membres a la formació que va donar lloc al seu primer àlbum en directe, Chico Trujillo y la señora Imaginación, l'any 2001.
Chico Trujillo ha participat en la programació del festival de música Lollapalooza tant a Santiago de Xile com a Chicago.
Chico Trujillo mescla cançons originals amb la cúmbia tradicional, explorant estils tan diversos com el bolero i l'ska, el folk andí i el hip-hop, el reggae i el rock, en un directe dinàmic, barrejant «peces del passat amb la influència global de la cultura alternativa, reunint-ho tot sota la bandera panamericana de la cúmbia».

## Discografia

### Àlbums
- 2001: ¡Arriba las nalgasss!
- 2006: Cumbia chilombiana
- 2008: Plato único bailable
- 2010: Chico de oro
- 2012: Gran pecador
- 2019: Mambo mundial

### Àlbums en directe
- 2001: Chico Trujillo y la señora Imaginación
- 2003: Fiesta de reyes
- 2010: Vivito y coleando

### EP
- 2015: Reina de todas las fiestas